# Karpale Koalition

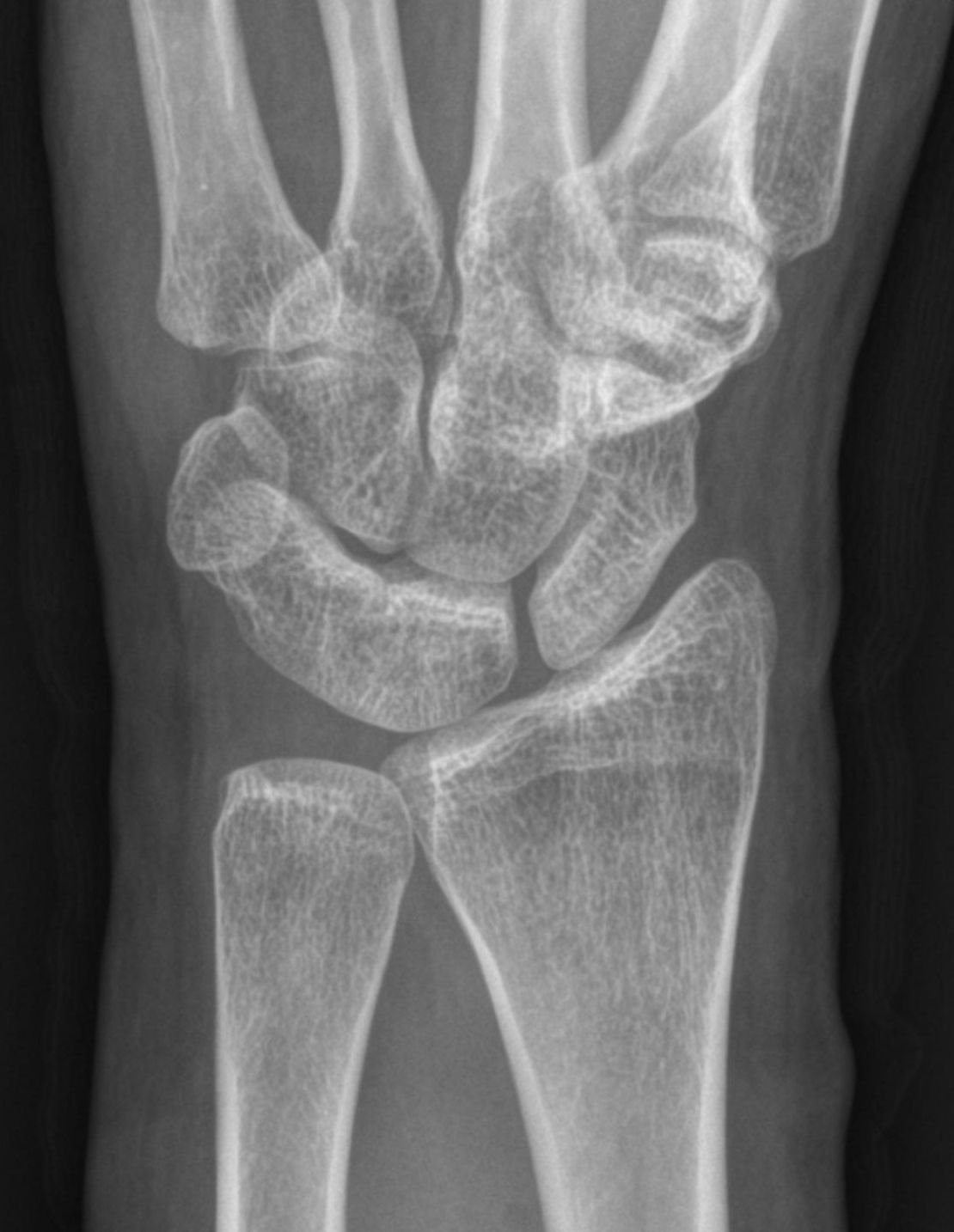
Lunotriquetrale Koalition im Röntgenbild. Es ist die häufigste Form der karpalen Koalition.

Eine karpale Koalition ist eine feste Verbindung zwischen Handwurzelknochen, die normalerweise über ein Gelenk in Kontakt stehen. Dabei kann diese Verbindung knöchern (Synostose), knorpelig (Synchondrose) oder bindegewebig (Syndesmose) ausgebildet sein. Als Ursache wird von einer mangelhaften Differenzierung der Handwurzelknochen zwischen der 4. und 8. Embryonalwoche ausgegangen.

## Epidemiologie
Die Häufigkeit von karpalen Koalitionen wird mit ca. 0,1 % der Bevölkerung angegeben, wobei sie bei Menschen afrikanischen Ursprungs deutlich größer zu sein scheint. Das Geschlechterverhältnis wird mit 2 : 1 (w : m) angegeben. Es gibt eine familiäre Häufung. Die knöcherne Anomalie tritt meist an beiden Händen auf. Wenn sie einseitig auftritt, ist die linke Hand häufiger betroffen.

## Formen
Wenn eine karpale Koalition isoliert auftritt, was der häufigere Fall ist, sind in der Regel zwei Knochen der gleichen Handwurzelreihe betroffen, beim Auftreten im Rahmen von Syndromen oder anderen globaleren Störungen treten auch Verbindungen von mehreren Knochen beider Reihen auf.
Die bei Weitem am häufigsten verschmolzenen Knochen der Handwurzel sind Os lunatum und Os triquetrum gefolgt vom Os hamatum mit dem Os capitatum.

## Symptome und Therapie
Eine feste knöcherne Verbindung wird in der Regel zufällig gefunden, da sie keine Probleme bereitet. Schwieriger sind die viel selteneren inkompletten bzw. bindegewebigen Verbindungen, da hier durch die verbleibende Restbeweglichkeit Symptome ähnlich einer Pseudarthrose auftreten können. In diesen Fällen kann die Therapie eine komplette Versteifung also Arthrodese sein.

## Differenzialdiagnose

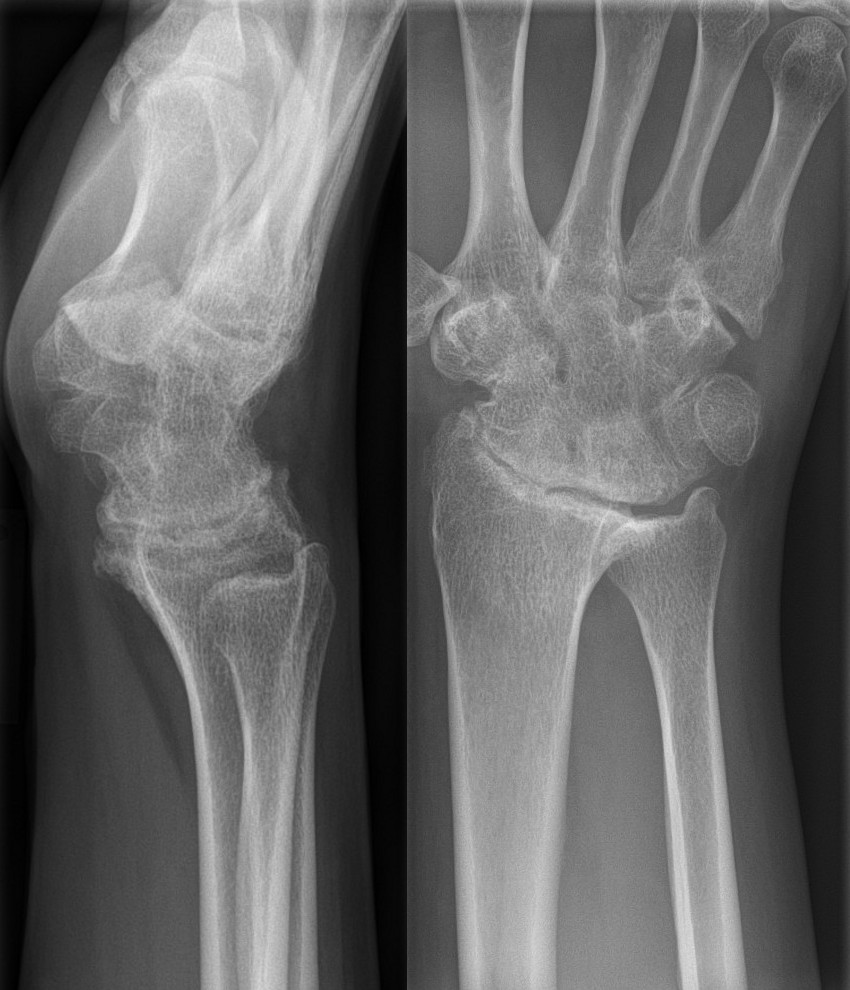
Arthritisch bedingte Verschmelzungen der Handwurzelknochen

Eine Verschmelzung der Handwurzelknochen kann auch sekundär bei entzündlichen Erkrankungen wie z. B. der juvenilen idiopathischen Arthritis auftreten.